# Cipawon
Cipawon is een bestuurslaag in het regentschap Purbalingga van de provincie Midden-Java, Indonesië. Cipawon telt 5446 inwoners (volkstelling 2010).